# Выборы председателя Государственной думы (1996)
Выборы председателя Государственной думы II созыва прошли 16—17 января 1996 года. Изначально было выдвинуто четыре кандидата: Геннадий Селёзнёв от КПРФ, Владимир Жириновский от ЛДПР, Владимир Лукин от «Яблока» и Иван Рыбкин от депутата Александра Мальцева (члена Аграрной депутатской группы) и поддержанного партией «Наш дом — Россия». Позже Жириновский объявил голосование недемократическим и взял самоотвод. После трёх туров голосования, Селезнёв получил необходимые 226 голосов и был избран председателем думы.

## Результаты
| Место | Место | Кандидат                     | Голосов | %       |
| ----- | ----- | ---------------------------- | ------- | ------- |
|       | 1.    | Геннадий Николаевич Селезнёв | 216     | 48,32%  |
|       | 2.    | Иван Петрович Рыбкин         | 166     | 37,14%  |
|       | 3.    | Владимир Петрович Лукин      | 56      | 12,53%  |
|       | 4.    | Испорченые бюллетени         | 8       | 1,79%   |
|       | 5.    | Сдано бюллетеней             | 446     | 99,78%  |
|       |       | Всего голосов                | 447     | 100,00% |

| Место | Место | Кандидат                     | Голосов | %       |
| ----- | ----- | ---------------------------- | ------- | ------- |
|       | 1.    | Геннадий Николаевич Селезнёв | 219     | 78,49%  |
|       | 2.    | Иван Петрович Рыбкин         | 51      | 18,28%  |
|       | 4.    | Испорченые бюллетени         | 5       | 1,79%   |
|       | 5.    | Сдано бюллетеней             | 275     | 98,57%  |
|       |       | Всего голосов                | 279     | 100,00% |

| Место | Место | Кандидат                     | Голосов | %       |
| ----- | ----- | ---------------------------- | ------- | ------- |
|       | 1.    | Геннадий Николаевич Селезнёв | 231     | 52,74%  |
|       | 2.    | Иван Петрович Рыбкин         | 150     | 34,25%  |
|       | 3.    | Владимир Петрович Лукин      | 50      | 11,42%  |
|       | 4.    | Испорченые бюллетени         | 11      | 2,51%   |
|       | 5.    | Сдано бюллетеней             | 436     | 99,54%  |
|       |       | Всего голосов                | 438     | 100,00% |